# Serra da Santana
Serra da Santana é um conjunto de morros localizado na cidade brasileira de Piatã, região central da Chapada Diamantina na Bahia.

## Parque Municipal
Em 2021 a prefeitura criou o Parque Municipal da Serra da Santana, destinado à "preservação de ecossistemas naturais de relevância ecológica e beleza cênica, possibilitando a realização de pesquisas científicas e o desenvolvimento de atividades de educação e interpretação ambiental, de recreação em contato com a natureza, de lazer, eventos, turismo e atividades afins", com área total de 2 709 km².

## Religiosidade
No meio da serra existe uma pequena capela dedicada a Senhor do Bonfim, a uma altitude de 1 500 metros, sendo alvo de peregrinação durante a Semana Santa, como forma de penitência aos fiéis, numa subida de cerca de um quilômetro e que se constitui no principal momento turístico da cidade de Piatã.